# Московський локомотиворемонтний завод
Московський локомотиворемонтний завод (МЛРЗ) - підприємство ремонтує електропоїзди постійного струму для потреб залізниць, розташоване в східній частині Москви. З півночі завод обмежений вулицею Аносова, з півдня - залізничними шляхами перегону Фрезер - Перово Казанського напряму московської залізниці.
Завод заснований в 1901 році як Перовскі вагонні майстерні які належали Московсько-Казанській залізниці. В 1930-му перейменовані в Перовський вагоноремонтний завод. З 1955 року іменується Перовським заводом з ремонту електрорухомого складу. В 1963 році в зв'язку з початком ремонту електровозів ВЛ23, а потім ВЛ8 іменується Московський локомотиворемонтний завод.
Завод ремонтував електросекції Ср3, електропоїзди ЕР1, ЕР2, ЕР22, електровози ВЛ23 і ВЛ8. В даний час здійснює ремонт і модернізацію електропоїздів серій ЕР2, ЕР2Р, ЕР2Т, ЕР2К, ЕД, ЕТ, ЕМ.